# Casa de Bourbon

Blazonul Casei de Bourbon a Franței și Navarei

Casa de Bourbon a fost o importantă casă regală europeană, ramură a  Capețienilor, și actuala casă regală în Spania și în Ducatul Luxemburg. Primii regi Bourbon au condus Navara și Franța în secolul al XVI-lea.

## Istoric al suveranilor francezi din dinastia Bourbon

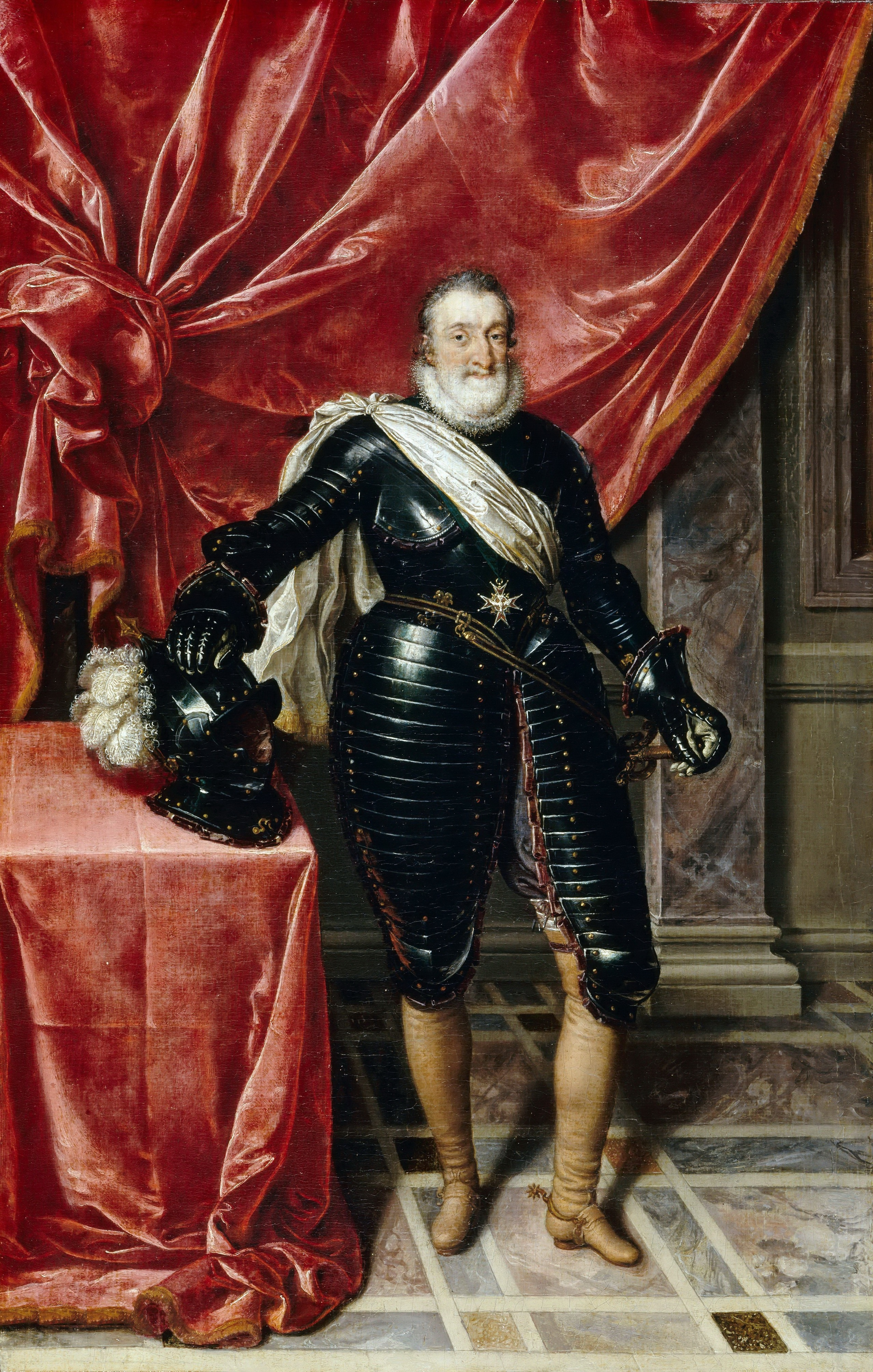
Henric al IV-lea al Franței, primul rege bourbon al Franței.

În 1589, regele Valois al Franței moare fără a avea succesori de sex masculin. Punându-se astfel problema succesiunii la Coroana Franței, Filip al II-lea al Spaniei, căsătorit cu Elisabeta de Franța, consideră că lui trebuie să îi revină coroana franceză. Desigur că acest lucru nu era acceptabil și nici măcar posibil datorită Legii de Succesiune la tron din 1464, care excludea ca posibil succesor un prinț străin și consacra legea salică, adică îndepărtarea succesiunii pe linie feminină. După o căutare elaborată, juriștii francezi au reușit să depisteze ruda cea mai apropiată a lui Henric al III-lea al Franței, în persoana lui Henric de Bourbon, regele Navarei. Pentru a depista înrudirea celor doi, trebuie să ne întoarcem abia în secolul XIII. Henric de Navara era urmașul pe linie masculină al contelui Robert de Clermont, cel de-al șaselea fiu al Sfântului Ludovic, reprezentant al dinastiei Capețienilor.
Henric de Navara, protestant, a trebuit să se convertească la catolicism pentru a putea deveni rege al Franței sub numele de Henric al IV-lea (1589-1610), primul rege din ramura Bourbon. Se spune că la intrarea sa triumfală în capitală, Henric ar fi rostit cuvintele „Parisul merită o mesă(liturghie)” (fr. „Paris vaut bien une messe”), referindu-se la masacrele religioase comise de catolicii parizieni împotriva protestanților. 
Henric al IV-lea a fost unul din cei mai importanți regi francezi, fiind dealtfel numit de popor „Henric cel Bun”. El a reușit să redea Franței pacea internă de care avea nevoie prin „Edictul de toleranță de la Nantes” (1598), deși acest lucru a însemnat sporirea tensiunilor cu papalitatea și cu Spania ultracatolică. „Bearnezul” (fr. „Le Béarnais”), așa cum era poreclit Henric al IV-lea, a reușit să eficientizeze aparatul de stat, liberalizând comerțul și slăbind marea nobilime feudală; el pune astfel bazele monarhiei absolutiste pe care nepotul său o va instaura, și care va constitui un model la care vor aspira toți monarhii europeni.
Din păcate opera de consolidare statală a lui Henric al IV-lea s-a întrerupt în mod brusc în 1610, atunci când un fanatic religios, François Ravaillac i-a aplicat regelui două lovituri de cuțit în piept. Primul caz de regicid din istoria Franței a fost pedepsit în mod exemplar: după ce, în urma unei judecăți s-a stabilit că Ravaillac, acționând singur, se face vinovat de cea mai înaltă crimă posibilă în dreptul feudal, lezmajestate (franceză lèse-majesté), acesta a fost supus unui ritual străvechi numit „l’écartèlement” (sfârtecarea). Trebuie menționat că lezarea persoanei regelui se pedepsea întotdeauna cu moartea, indiferent de gravitatea delictului în sine, deci chiar dacă persoana monarhului nu era în mod fizic lezată, se pedepsea în același mod tentativa. Această crimă era mai gravă decât Înalta Trădare, dovedindu-se că, în epoca medievală, persoana regelui era pusă mai presus decât statul.
În aceste condiții, Delfinul, minor, dar devenit regele Ludovic al XIII-lea al Franței (1610-1643), nu-și putea asuma rolul de șef la statului, astfel că se instituie o Regență, condusă de regina Maria de Medicis. În 1614, este pentru ultima oară când sunt convocate Statele Generale (fr. „états généraux”), înainte de evenimentele revoluționare. Acest organ, considerat de regi incomod, reprezenta, teoretic interesele tuturor categoriilor sociale, în ceea ce privește problemele majore ale regatului, sfătuindu-l pe rege, votând noi taxe propuse de acesta etc. În fapt, statele generale nu erau în accepțiunea lor medievală un organ reprezentativ, pentru că puterea în cadrul adunării era monopolizată de stările privilegiate (nobilimea religioasă și laică). Statele generale reprezentau în mod concret instituția prin care nobilimea franceză își apăra interesele și exercita constrângeri asupra Coroanei atunci când acesta își întărea puterea în defavoarea sa.
Franța secolului XVII este o țară în care feudalismul începe să se destrame. Vechile instituții medievale încep să se destrame (în 1627 sunt interzise duelurile judiciare, pedepsite cu moartea), apărând instituții care ne amintesc de epoca modernă (instituții de copii abandonați, Academia franceză - în 1634, la inițiativa și sub patronajul cardinalului de Richelieu, școli publice - fenomen totuși rar, Academia de pictură și sculptură - fondată în 1648 etc.). Au existat totuși și fenomene de regres în planul dezvoltării ideologice: închisorile pentru copii (unde părinții își puteau trimite copiii neascultători, printr-o simplă cerere adresată regelui), simulacre de procese, soldate cu executarea unor oameni nevinovați (cazul marchizului de Cinq-Mars, executat pentru complot în vederea răsturnării Cardinalului Richelieu - în fapt numai eliminarea unui adversar politic incomod și periculos pentru „Cardinalul de Fier”).
Ludovic al XIII-lea nu a părut să se fi ridicat în nici un caz la înălțimea tatălui său, însă a avut șansa de a-l avea contemporan pe cardinalul Richelieu, adevăratul artizan al succeselor și eficienței regatului francez, care, în această perioadă exercită o adevărată hegemonie asupra Europei. Este evident că Ludovic al XIII-lea a permis ca ministrul său să obțină enorma influență de care s-a bucurat și i-a tolerat abuzurile, doar pentru motivul că-l știa pe Richelieu de neînlocuit. 

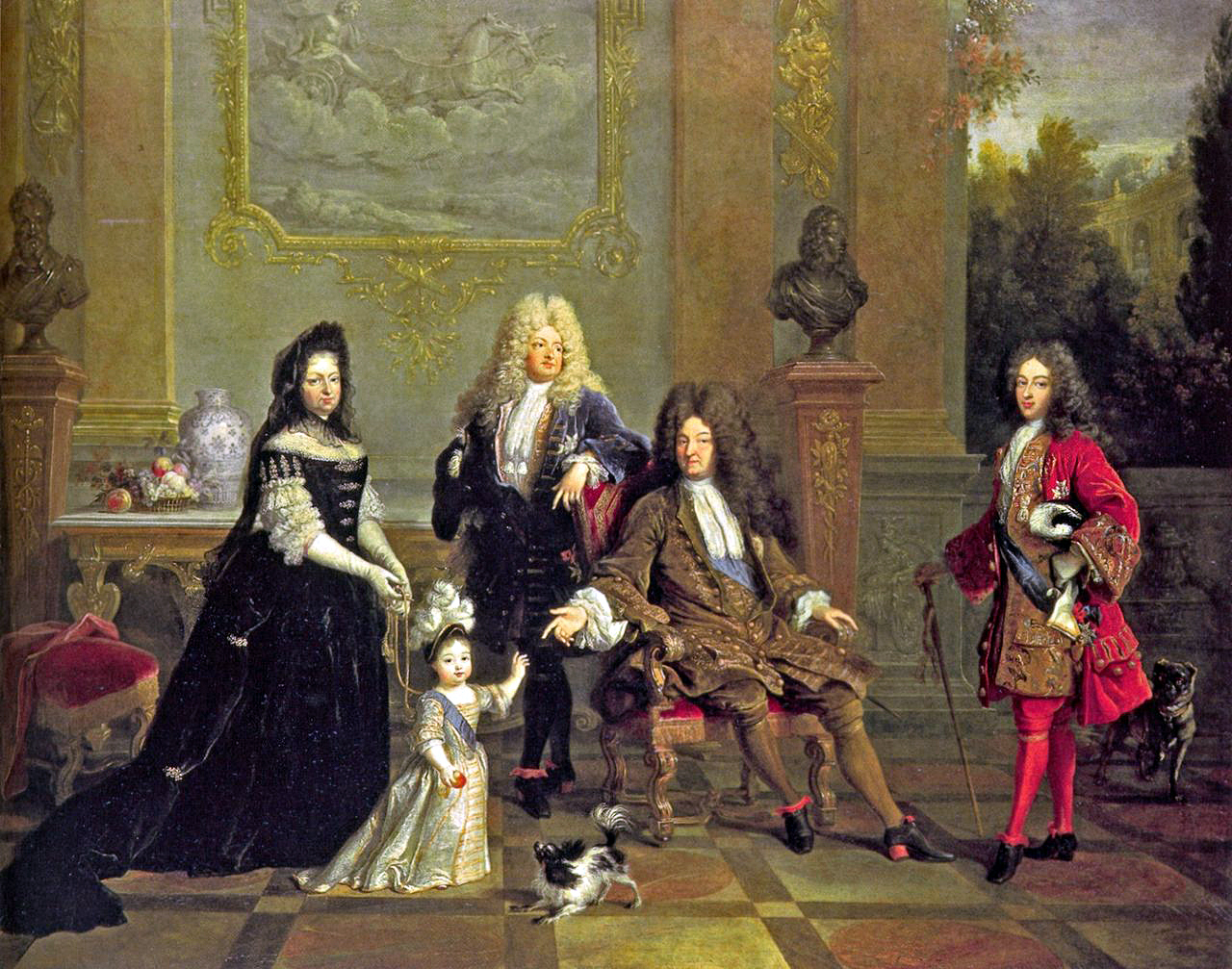
Ludovic al XIV-lea cu Ludovic le Grand Dauphin, Ludovic, duce de Burgundia și Ludovic, duce de Bretania.

Morțile lui Richelieu în 1642 și a lui Ludovic al XIII-lea, un an mai târziu, au creat un adevărat vid de putere, într-o perioadă extrem de periculoasă. Delfinul Ludovic nu avea decât cinci ani la moartea tatălui său și nu putea conduce în mod efectiv. Regența, condusă de regina Ana de Austria și de succesorul lui Richelieu, Cardinalul Mazarin, s-a confruntat cu numeroase probleme: războiul cu Spania, Frondele (parlamentară și nobiliară), rebeliunea prințului de Condé, toate pe fundalul unei nemulțumiri generale a maselor. Este interesant de observat că Parlamentul, în dorința sa de a limita puterea regenței, ajunge să promulge o Cartă de reforme, care, ideologic vorbind, reprezenta un pas înainte pentru dezvoltarea statală. 
Copilăria tânărului rege Ludovic al XIV-lea (1643-1715) va fi marcată de sentimentul de insecuritate creat chiar de aceste mișcări ample împotriva Regenței. Cert este că, din 1661, de la moartea lui Mazarin, Regele-Soare începe să conducă din ce în ce mai autoritar, preferând funcționarii scrupuloși, practic executanți, miniștrilor autoritari și cu inițiativă. În mod concret, existau puține instituții în dreptul francez de la acea vreme care să limiteze puterea regelui; însă până atunci contextul politico-social, marii nobili sau statul descentralizat au prevenit instaurarea unei monarhii autoritare. Ludovic al XIV-lea avea însă totul de partea sa: poporul care îl adora, înalți funcționari competenți, marii nobili ținuți sub control, pacea religioasă instaurată de bunicul său etc. Domnia „Regelui-Soare”, marcată de interminabile războaie de dominare continentală, dar și de mari realizări, este privită în general ca o perioadă benefică pentru Franța, și aceasta și datorită regimului absolutist. 
Pe plan juridic însă, absolutismul înseamnă domnia arbitrariului, a bunului plac, deoarece Ludovic al XIV-lea, ca și următorii doi suverani, a abuzat de o prerogativă regală, aceea de mare judecător. O practică întâlnită a fost emiterea excesivă a infamelor „lettre de cachet” (scrisori de întemnițare) prin care suveranul putea trimite pe oricine la Bastilia, fără o judecată prealabilă. Această prerogativă, de care ceilalți regi ai Franței nu se prea folosiseră până acum, era ilustrarea principiului că persoana monarhului era infailibilă, având de partea sa voința divină, singura căreia trebuia să îi dea socoteală pentru faptele sale. O altă decizie a fost Revocarea Edictului de la Nantes (în 1685), și privarea calviniștilor de libertatea lor de cult. Totuși, nu trebuie negate progresele în ideologia juridică a acestei perioade: copiii devin persoane, se stabilește vârsta de la care se consideră că există discernământ (14 ani), ameliorarea statutului juridic al bastarzilor, iar Poullain la Barre publică o lucrare numită „Egalitatea celor două sexe”, o idee cu adevărat „revoluționară” pentru secolul al XVII-lea. 

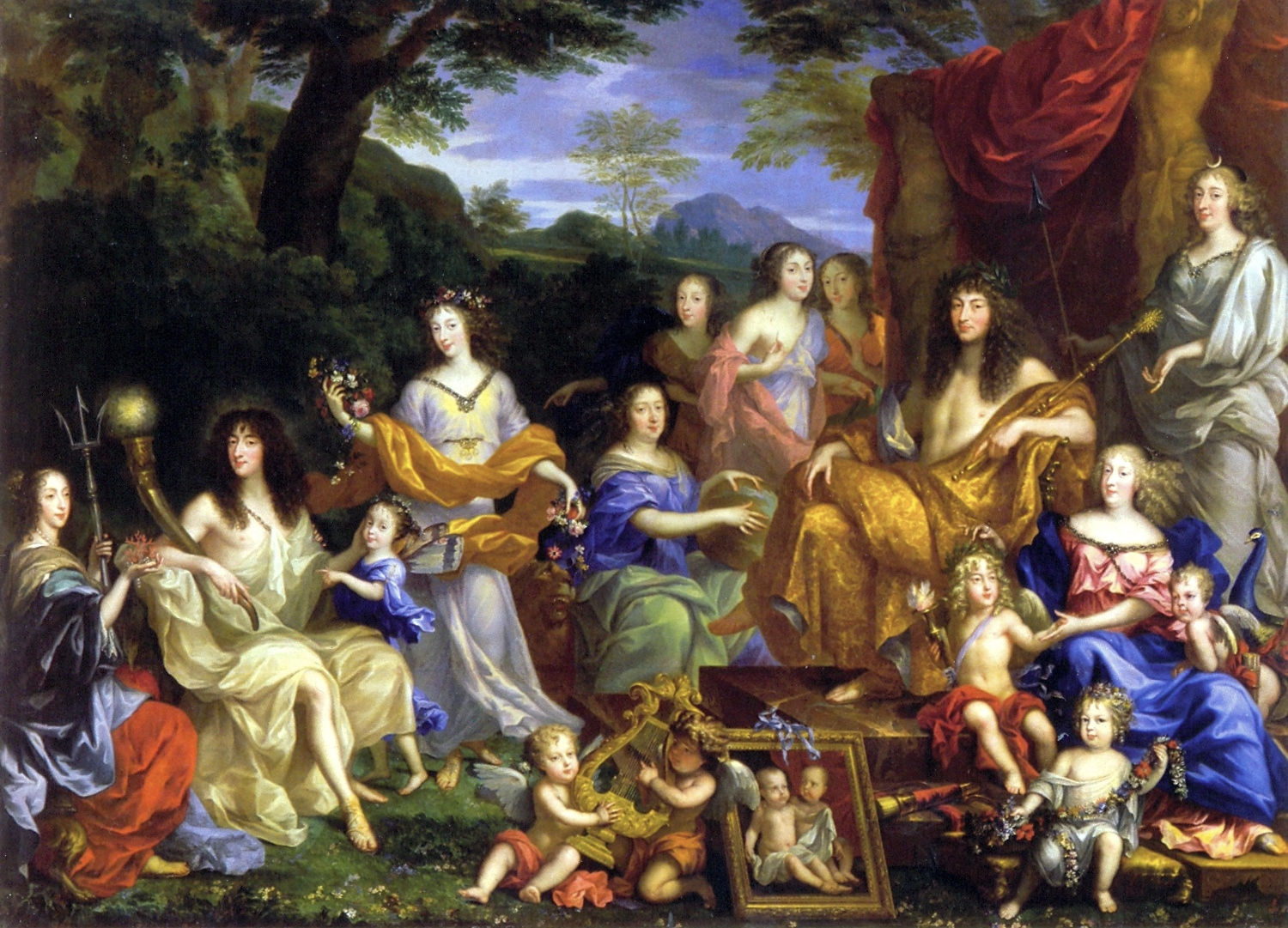
O pictură murală postumă comandată în jurul anului 1670 de Filip al Franței. Arată familia franceză de Bourbon din acele timpuri. Include: Henrietta Maria a Franței (d. 1669), regina exilată a Angliei; Filip I, Duce de Orléans, fondatorul Casei de Orléans; prima lui soție Prințesa Henriette (d. 1670); prima fiică a cuplului Marie Louise d'Orléans (mai târziu regină a Spaniei); Anne de Austria (d. 1666); fiicele Orléans ale lui Gaston al Franței; Ludovic al XIV-lea; Delfinul Franței cu soția lui Maria Theresa a Spaniei cu a treia fiică a lor Marie-Thérèse de France, numită "Madame Royale" (d. 1672) și al doilea fiu al ei Philippe-Charles de France, duce d'Anjou (d. 1671). Prima fiică a lui Gaston apare în dreapta plan îndepărtat:Anne Marie Louise d'Orléans. În pictură mai apar două fiice ale lui Ludovic și Mariei Theresa, care au murit în 1662 și 1664.

La moartea lui Ludovic al XIV-lea în 1715, Franța se afla într-o situație economică delicată, însă pe plan european păstra poziția dominantă. Regelui îi succede la tron strănepotul său, deoarece Regele-Soare le-a supraviețuit fiului și nepotului său. Însă noul rege, Ludovic al XV-lea al Franței (1715-1774) este minor, iar Regența este asigurată de unchiul său, ducele Filip de Orléans, contrar testamentului lăsat de monarhul defunct. În cei opt ani de Regență, Filip de Orléans a încercat să dărâme eșafodajul monarhiei ultraautoritare printr-o serie de reforme: redă Parlamentului dreptul de „remontrance” (dojană la adresa unui act regal), suprimat cu 60 de ani în urmă, încearcă să redea înaltele funcții marilor seniori (din timpul lui Ludovic al XIII-lea, fuseseră alese persoane specializate din afara nobilimii pentru funcțiile publice), înlocuind ministerele cu opt „Înalte Consilii” (formate din 10 membri), promovând o politică pacifistă pe plan extern și de toleranță religioasă pe plan intern. Regența este însă un eșec: intrigile marilor nobili interesați să obțină cât mai multă putere, conjugate cu situația economică precară, nu fac decât să crească datoria publică și să scadă puterea de cumpărare a monedei, iar bancruta influentului om de afaceri John Law nu face decât să aplice lovitura de grație unei administrații ineficiente. Se adaugă aici epidemia de ciumă de la Marseille, care face peste 60.000 de victime, teroarea instaurată de banditul Cartouche în nord, materializări ale lipsei unei organizări coerente. 
În 1723 Ludovic al XV-lea a preluat conducerea regatului său în mod efectiv, reinstaurând monarhia absolutistă, dar lansându-se, ca și predecesorul său, în interminabile conflicte europene și coloniale, care se sfârșesc toate prin eșecuri de răsunet. În plan juridic domnia lui Ludovic al XV-lea înseamnă sfârșitul muncii forțate (1748), considerată o măsură punitivă inumană și degradantă chiar de rege. În 1757 are loc o tentativă de regicid, eșuată: regele este doar rănit ușor, însă pedeapsa va fi aplicată cu toată rigoarea: „écartellement”, teribila pedeapsă medievală este din nou aplicată asupra atentatorului, Robert François Damiens. Mai mult decât atât, tatăl atentatorului, soția și fiica sa sunt exilați, frații și surorile acestuia sunt obligate să-și schimbe numele iar casa familiei este dărâmată. Domnia lui Ludovic al XV-lea abundă în procese celebre: afacerea Calas (1761-1764) - un tată acuzat de a-și fi omorât propriul fiu și condamnat la moarte, însă fără să existe dovezi solide; afacerea Sivern (1761-1771) – un cuplu acuzat de omorârea propriei fiice și condamnat la moarte, din nou fără dovezi solide; afacerea La Barre (1765-1788) – un tânăr acuzat de a fi distrus un crucifix este condamnat la tăierea limbii, afacerea Montbailli (1770) – un cuplu executat pentru uciderea unei bătrâne. Toate aceste cazuri au creat enorme scandaluri la acea epocă, în toate implicându-se scriitorul și filosoful Voltaire, în calitate de avocat al apărării. Voltaire a reușit să obțină achitarea acuzaților, în primele trei cazuri și reabilitarea soților Montbailli.
În 1774 Ludovic al XV-lea a murit răpus de variolă și, deoarece Delfinul Ludovic nu i-a supraviețuit tatălui său, îi succede la tron „Fiul Franței”, sub numele de Ludovic al XVI-lea (1774-1792). De numele său sunt legate intervenția franceză, decisivă, în Războiul de independență american, construirea primului oraș industrial (Arc-et-Senans), abolirea torturii, dar și cazul marchizului de Sade, întemnițat la Bastilia prin „lettre de cachet”. Ludovic al XVI-lea nu a fost capabil să-și susțină miniștrii cu intenții reformatoare, astfel că situația periculoasă pe care a moștenit-o a devenit curând explozivă. Obligat de criza financiară să convoace, după mai bine de 150 de ani, Statele Generale, pentru a se vota noi impozite, Ludovic al XVI-lea, incapabil de decizie, va pierde controlul asupra situației. 
Pe fundalul nemulțumirii generalizate și tensiunii sociale, la 16 iulie 1787, parlamentul Parisului reclamă convocarea statelor generale, văzut ca fiind singurul organ capabil să combată cu succes conjunctura existentă. Cererilor parlamentului din Paris, regele le răspunde cu înregistrări forțate în adunare a oamenilor săi, exilarea parlamentarilor radicaliști, arestarea conducătorilor acestora. Dar atunci când regele retrage parlamentului dreptul tradițional de a emite edicte, se declanșează o agitație generală in rândul parlamentelor din provincie, care încep lupta pentru combaterea absolutismului și, beneficiind de susținerea orășenimii sărace, declanșează răscoale la Rennes, Dijon, Toulouse, Pau și Grenoble. Un factor natural accentuează nemulțumirile: inundații și apoi secetă, duc la recolte slabe și, în consecință, prețul cerealelor crește nemăsurat. În aceste condiții, monarhul cedează, la 8 august 1788 hotărându-se convocarea statelor generale pentru data de 1 mai 1789.
Procedura electorală franceză prevedea că fiecare din cele trei stări - clerul (starea I), nobilimea (starea a II-a) și restul societății (starea a III-a) avea dreptul să aleagă o treime din membri, în ciuda faptului că starea a treia reprezenta majoritatea covârșitoare a poporului francez. Din această cauză, existau voci care cereau dublarea numărului membrilor stării a treia și votul individual al membrilor, lucru care ar fi făcut ca starea a treia să dețină majoritatea în adunare. Deși prima cerere a fost acceptată, noul regulament electoral nu prevedea nimic despre schimbarea procedurii de vot, astfel că situația rămânea, în fapt, aceeași. 
Înainte de convocarea statelor, regii obișnuiau să invite poporul să-și exprime “dorințele și reclamațiile” în caietele de doleanțe (cahiers de doleances). Aveau dreptul de a se exprima în acest mod toți cei ce puteau vota pentru adunările locale, adică toți francezii de peste 25 de ani și care erau înscriși în registrele de impozit. Chiar dacă oamenii simpli nu știau să scrie, și nu se puteau exprima direct, totuși aceste caiete de doleanțe reprezentau o sursă de informații prețioase asupra opiniei publice. De cele mai multe ori, comunitățile rurale se reuneau în cadrul parohiilor pentru a decide conținutul caietelor. Ies astfel la lumină enormele tensiuni sociale, fiind contestate în primul rând impozitele prea grele, privilegiile senioriale, modul de împărțire a proprietății comunale, condițiile grele de muncă în manufacturi, cerându-se o monarhie constituțională care să garanteze egalitatea drepturilor, proprietatea și votarea impozitelor doar de către adunări care să se întrunească regulat. 
Dar, la deschiderea statelor generale, discursul regal nu pomenește nimic de reformele cerute de toată lumea. Din această cauză, la 12 iunie, starea a treia decide să se întrunească separat, făcând apel la celelalte stări să i se alăture, pentru a da Franței o Constituție. La 17 iunie, deputații stării a treia și cei câțiva deputați ai stărilor privilegiate care li s-au alăturat, motivând că reprezintă cel puțin 96% din poporul francez, se declară Adunare națională, atribuindu-și dreptul de a vota impozitele. Este sfârșitul monarhiei absolutiste; începe revoluția. La 20 iunie are loc “jurământul de la Jeu de Paume” (Tuileries):
“Adunarea națională consideră că, fiind chemată să fixeze constituția regatului, să opereze regenerarea ordinii publice și să mențină adevăratele principii ale monarhiei, nimic nu o poate împiedica să își continue deliberările, în orice loc ar fi forțată să se stabilească, și, în fine, că oriunde membrii sunt reuniți, acolo este Adunarea națională.
Toți membrii acestei Adunări vor depune, în acest moment, jurământul solemn de a nu se separa niciodată și de a se reuni oriunde o vor cere circumstanțele, până când constituția regatului va fi stabilită și întărită pe fundații solide, iar odată depus acest jurământ, toți membrii și fiecare separat vor confirma prin semnătură această rezoluție de nezdruncinat.” Căderea Bastiliei la 14 iulie 1789 îl va obliga pe rege să se încline și să recunoască Adunarea, admițând că “Națiunea reunită nu poate primi ordine”, în cuvintele primarului Parisului, astronomul Bailly. Este sfârșitul Vechiului Regim, abolirea organizării feudale fiind consfințită de Declarația Drepturilor Omului și Cetățeanului. Ulterior, acuzat de trădare, Ludovic al XVI-lea va fi ghilotinat (1793), după ce Franța se declarase Republică, un an înainte. Regele ghilotinat nu a fost însă ultimul suveran francez din dinastia Bourbonilor; frații săi, conții de Provence și de Artois, vor domni sub numele de Ludovic al XVIII-lea (1814/1815-1824) și Carol al X-lea (1824-1830), iar, după abdicarea acestuia din urmă, va veni pe tron un alt Bourbon, ducele de Orléans, Ludovic-Filip I (1830-1848), ultimul rege al Franței. Numele de Ludovic al XVII-lea al Franței îi este atribuit de familia regală fiului cuplului regal ghilotinat în 1792, dar acest rege nu a domnit niciodată de facto.

## Lista regilor Bourbon

### Regi ai Franței și ai Navarei
Datele indică perioada domniei.
- Henric IV, cel Mare (1589–1610)

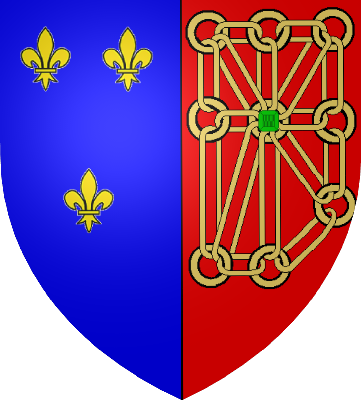
Stema casei regale a Franței și a Navarei.

- Ludovic XIII, cel Drept (1610–1643)
- Ludovic XIV, regele Soare (1643–1715)
- Ludovic XV, cel Mult Iubit (1715–1774)
- Ludovic XVI (1774–1792)
- Ludovic XVII de facto nu a domnit, familia regală l-a considerat rege de la executarea tatălui său și până la moarte (1793-1795)
- Ludovic XVIII(1814/1815-1824)
- Carol X (1824-1830) de facto, familia regală l-a considerat rege legitim până la moarte (1836)
- Ludovic XIX „de facto” nu a domnit, dar unii istorici îi atribuie o „domnie” de sub o jumătate de oră în (1830). Includerea sa în categoria de suverani francezi este disputată.
- Henric al V-lea „de facto” nu a domnit, dar unii istorici îi atribuie o „domnie” de 7 zile în 1830. Includerea sa în categoria de suverani francezi este disputată.

### Regi ai Spaniei
Datele indică perioada domniei.

Stema casei regale a Spaniei.

- Filip al V-lea al Spaniei (1700-1724; 1724-1746)
- Ludovic I al Spaniei (1724)
- Ferdinand al VI-lea al Spaniei (1746-1759)
- Carol al III-lea al Spaniei (1759-1788)
- Carol al IV-lea al Spaniei (1788-1808)
- Ferdinand al VII-lea al Spaniei (1813-1833)
- Isabela a II-a a Spaniei (1833-1868)
- Alfonso al XII-lea al Spaniei (1875-1885)
- Alfonso al XIII-lea al Spaniei (1886-1931)
- Juan Carlos I al Spaniei (1975-2014)
- Filip al VI-lea al Spaniei ( 2014-prezent )